# Воля-Тессерова
Воля-Тессерова (пол. Wola Tesserowa) — село в Польщі, у гміні Малогощ Єнджейовського повіту Свентокшиського воєводства.
Населення — 406 осіб (2011).
У 1975-1998 роках село належало до Келецького воєводства.

## Демографія
Демографічна структура на день 31 березня 2011 року:
|          | Загалом | Допрацездатний вік | Працездатний вік | Постпрацездатний вік |
| -------- | ------- | ------------------ | ---------------- | -------------------- |
| Чоловіки | 211     | 58                 | 137              | 16                   |
| Жінки    | 195     | 49                 | 100              | 46                   |
| Разом    | 406     | 107                | 237              | 62                   |